# Uncontrolled Substance
Albums de Inspectah Deck
The Movement
(2003)
Singles
1. REC Room
Sortie : 23 mars 1999
2. Forget Me Not
Sortie : 1999
3. Show N Prove
Sortie : 28 septembre 1999
4. Word on the Street
Sortie : 1999

Uncontrolled Substance est le premier album studio d'Inspectah Deck, sorti le 7 septembre 1999.
Prévu pour sortir en 1995, cet opus a été reporté à plusieurs reprises en raison d'une inondation du sous-sol de RZA qui a détruit plus d'une centaine de beats ainsi que les productions originales de l'album. Publié quatre années plus tard, Uncontrolled Substance a été bien accueilli par les critiques. Il est dédié au père, décédé, du rappeur, Frank Hunter.
L'album s'est classé 3e au Top R&B/Hip-Hop Albums et 19e au Billboard 200.

## Liste des titres
| No  | Titre | Contient un (des) sample(s) de | Durée |
| --- | --- | --- | ----- |
| 1.  | Intro (Produit par Inspectah Deck)                                                                        | Clan in Da Front de Wu-Tang Clan | 2:01  |
| 2.  | Movas & Shakers (Produit par RZA)                                                                         | Don't Do It de Syl Johnson | 4:33  |
| 3.  | 9th Chamber (featuring La the Darkman, Beretta 9, Killa Sin et Streetlife – Produit par The 4th Disciple) | | 2:51  |
| 4.  | Uncontrolled Substance (featuring Shadii – Produit par Mathematics)                                       | | 5:00  |
| 5.  | Femme Fatale (Produit par Inspectah Deck)                                                                 | | 3:06  |
| 6.  | The Grand Prix (featuring Streetlife et U-God – Produit par The 4th Disciple)                             | | 4:43  |
| 7.  | Forget Me Not (Produit par V.I.C.)                                                                        | Last Night Changed It All (I Really Had a Ball) d'Esther Williams                                                                        | 3:50  |
| 8.  | Longevity (featuring U-God – Produit par True Master)                                                     | The Rainmaker de The 5th Dimension C.R.E.A.M. du Wu-Tang Clan Little Ghetto Boys du Wu-Tang Clan                                         | 4:40  |
| 9.  | Word on the Street (Produit par Inspectah Deck)                                                           | What Would I Do d'Ernie Hines I'm Just a Rock 'N' Roller de Dalton & Dubarri                                                             | 3:44  |
| 10. | Elevation (Produit par Inspectah Deck)                                                                    | Terri's Tune de David Axelrod Heaven & Hell de Raekwon featuring Ghostface Killah Lost Ones de Lauryn Hill                               | 3:15  |
| 11. | Lovin' You (featuring La the Darkman – Produit par True Master)                                           | Finish Me Off des Soul Children | 2:36  |
| 12. | Trouble Man (featuring Vinia Mojica – Produit par Pete Rock)                                              | Give Me Your Love (Love Song) de Curtis Mayfield Long Red de Mountain Untitled de Cannonball Adderley Joy d'Isaac Hayes Paradise de Sade | 5:05  |
| 13. | R.E.C. Room (Produit par True Master)                                                                     | Alone (Seul) d'Eric Blau et Mort Shuman featuring Shawn Elliott                                                                          | 3:16  |
| 14. | Friction (featuring Masta Killa – Produit par RZA)                                                        | One Way Street d'Ann Peebles | 3:36  |
| 15. | Hyperdermix (Produit par Inspectah Deck)                                                                  | Wisdom Body de Raekwon featuring Ghostface Killah                                                                                        | 4:52  |
| 16. | Show N Prove (Produit par The Blaquesmiths)                                                               | Tune Up des Dramatics | 4:08  |
| 17. | The Cause (featuring Streetlife – Produit par Inspectah Deck)                                             | Smiling Faces Sometimes de The Undisputed Truth                                                                                          | 4:35  |